# Ibuki Fujita
Ibuki Fujita (født 30. januar 1991) er en japansk fodboldspiller, som spiller for den japanske fodboldklub Matsumoto Yamaga FC.